# Halstock
Halstock – wieś w Anglii, w hrabstwie Dorset. Leży 24 km na północny zachód od miasta Dorchester i 190 km na zachód od Londynu.